# 勝地涼
勝地 涼（かつぢ りょう、1986年8月20日 -）は、日本の男性俳優、声優。東京都出身。フォスタープラス所属。元妻は前田敦子。

## 略歴
小学校の6年次にジャニーズ事務所のオーディションを受ける。
KinKi Kidsの大ファンで、『P.S. 元気です、俊平』を観たのをキッカケに芸能界入りを決意した。
母親の経営する生花店でドラマの撮影があり見学をしていたところ、当時の瀬戸朝香の担当マネージャーにスカウトされ現在の事務所に所属することになった。父親は都内に複数の物件を所有する不動産業者で、母親の生花店も所有する5階建てのオフィスビルにある。
2000年にドラマ『千晶、もう一度笑って』でデビューする。
2000年にドラマ『永遠の仔』で渡部篤郎演じる長瀬笙一郎（モウル）の少年期を熱演。
堀越高等学校卒業。
2005年には映画『亡国のイージス』で第29回日本アカデミー賞新人俳優賞を受賞。この映画で勝地は、物語の鍵を握る青年・如月を演じるために、自衛隊へ体験入隊や真冬の海に入るなど過酷なロケに挑戦した。
2013年の『あまちゃん』では、8月27日放送の第128回にて前髪クネ男ことTOSHIYA役で出演、わずか1回のみの出演にもかかわらず、強烈なインパクトを残した。
2014年3月26日、宮藤官九郎プロデュースで「涼 the graduater」名義で歌手デビューを果たした。これは、宮藤がパーソナリティを務める『宮藤官九郎のオールナイトニッポンGOLD』（ニッポン放送）の人気コーナー「宮藤官九郎の一行から始める作詞講座」から生まれた卒業ソング「ドラゴン気取りのティーンネイジ・ブルース」を歌うことになったもので、作曲は真心ブラザーズのYO-KINGが担当している。
2015年7月15日、「勝 勝次郎」名義でCDデビューを果たした。プロデュースは宮藤官九郎。
2018年7月30日、「ど根性ガエル」で共演以来、同年春頃から交際していた前田と結婚。2019年3月には第1子となる長男が誕生した事を自身のインスタグラムで発表した。
2021年1月30日、前田と離婚協議中であると報じられ、勝地の所属事務所は「双方が弁護士を立てていることは事実」と認めた。同年4月23日に自身の公式サイトで離婚したことを公表した。子供の親権は前田が持つ。ただし子供にとって両親がいたほうが都合の良いことでは一緒にいることもあるという。

## 交友関係
加藤シゲアキ 、鈴木亮平とは親友である。

## 出演

### 映画
- 世にも奇妙な物語 映画の特別編「携帯忠臣蔵」（2000年） - 大石主税 役
- リリイ・シュシュのすべて（2001年） - 寺脇仁志 役
- 夢 追いかけて（2002年） - 河合純一（少年時代） 役
- パコダテ人（2002年） - 隼人 役
- 1980（イチキューハチマル）（2003年）
- バトル・ロワイアルII 鎮魂歌（2003年） - 桜井晴哉 役
- 亡国のイージス（2005年） - 如月行 役
- この胸いっぱいの愛を（2005年） - 布川輝良 役
- 空中庭園（2005年）
- 花よりもなほ（2006年） - 青木宗右衛門 役
- SOUL TRAIN（2006年） - 主演・須藤 役
- 幸福な食卓（2007年） - 大浦勉学 役
- 東京タワー 〜オカンとボクと、時々、オトン〜（2007年） - 平栗 役
- 吉祥天女（2007年） - 遠野涼 役
- 阿波DANCE（2007年） - 主演・立智花孝治 役
- 少年メリケンサック（2009年） - マサル 役
- カフーを待ちわびて（2009年） - 新垣渡 役
- 戦慄迷宮3D THE SHOCK LABYRINTH（2009年） - モトキ 役
- シュアリー・サムデイ（2010年） - 真鍋京平 役
- 阪急電車 片道15分の奇跡（2011年） - 小坂圭一 役
- 小川の辺（2011年） - 新蔵 役
- 北のカナリアたち（2012年） - 生島直樹 役
- 遺体 明日への十日間（2013年） - 及川裕太 役
- コドモ警察（2013年） - 国光信 役
- クローズEXPLODE（2014年） - 小岐須健一 役
- バンクーバーの朝日（2014年） - ケイ北本 役
- 銀魂2 掟は破るためにこそある（2018年） - 徳川茂々 役[21]
- 食べる女（2018年）- 白石 役
- マスカレード・ホテル（2019年） - 女装男 役
- アンダードッグ（2020年、東映ビデオ、武正晴監督） - 宮木瞬 役[22]
- サイレント・トーキョー（2020年） - 泉大輝 役
- 映画ネメシス 黄金螺旋の謎（2023年） - 千曲鷹弘 役[23]
- 聖☆おにいさん THE MOVIE〜ホーリーメン VS 悪魔軍団〜（2024年） - 帝釈天 役[24]

### テレビドラマ
- 新春特別番組 千晶、もう一度笑って（2000年1月7日、TBS）
- 六番目の小夜子（2000年4月 - 6月、NHK総合） - 唐沢由紀夫 役
- 永遠の仔（2000年4月 - 6月、日本テレビ） - モウル（渡部篤郎の少年時代） 役
- 神様のいたずら 第5話「ダメ親父の恋と娘の初恋」（2000年11月7日、関西テレビ） - 小峰（エリの同級生） 役
- 泥棒家族スペシャル2（2001年4月11日、日本テレビ） - 戸野島光彦 役
- マリア（2001年7月 - 9月、TBS） - 高原俊哉 役
- さよなら、小津先生（2001年10月 - 12月、フジテレビ） - 長瀬健太 役
- 新・愛の嵐 第2部（2002年7月 - 9月、東海テレビ放送） - 鳥居猛（少年期） 役
- モーニング娘。ドラマスペシャル おれがあいつであいつがおれで（2002年12月28日、TBS） - 斉藤一夫 役
- 盲導犬クイールの一生 第2話 - 第3話（2003年6月23日 - 30日、|NHK総合） - 宮田正晴 役
- Stand Up!! 第1話（2003年7月4日、TBS） - 松崎芳樹 役
- さとうきび畑の唄（2003年9月28日、TBS） - 平山昇 役
- 末っ子長男姉三人（2003年10月 - 12月、TBS） - 米山健一 役
- ちょっと待って、神様（2004年1月 - 2月、NHK総合） - 茂多三郎 役
- それは、突然、嵐のように…（2004年1月 - 3月、TBS） - 加瀬啓介 役
- ほんとにあった怖い話 「とり憑かれた入院患者」（2004年2月28日、フジテレビ） - 主演・河原洋一 役
- 涙そうそう この愛に生きて（2005年10月9日、TBS） - 小田司 役
- 里見八犬伝（2006年1月2日・3日、TBS） - 犬村大角礼儀 役
- 少しは、恩返しができたかな（2006年3月22日、TBS） - 牧内拓巳 役
- ハケンの品格（2007）（2007年1月 - 3月、日本テレビ） - 浅野務 役
  - ハケンの品格（2020）（2020年6月 - 8月、日本テレビ）
- パパの涙で子は育つ（2007年6年15日、フジテレビ） - 斉藤幸一 役
- 未来講師めぐる（2008年1月11日 - 3月14日、テレビ朝日）- 海老沢ユーキ 役
- 大河ドラマ（NHK総合）
  - 篤姫（2008年） - ジョン万次郎 役
  - 八重の桜（2013年） - 山川健次郎 役
  - いだてん〜東京オリムピック噺〜（2019年） - 美川秀信 役[25]
- 四つの嘘（2008年7月 - 9月、テレビ朝日） - 安城英児 役
- キャットストリート（2008年8月 - 10月、NHK総合）- 峰 浩一 役
- 恋うたドラマSP 第一夜「カムフラージュ」（2008年10月6日、TBS） - 笹倉祐樹 役
- 小児救命（2008年10月 - 12月、テレビ朝日） - 木暮賢斗 役
- 黒部の太陽（2009年3月21日・22日、フジテレビ）- 沢井甚太 役
- 白旗の少女（2009年9月30日、テレビ東京） - 池内光男 役
- 東京DOGS（2009年10月 - 12月、フジテレビ） - 堀川経一 役
- 美丘-君がいた日々-（2010年7月 - 9月、日本テレビ）- 笠木邦彦 役
- 世にも奇妙な物語（フジテレビ）
  - 「ニュースおじさん、ふたたび」（2010年4月4日） - 永井勇作 役
  - 「幽霊社員」（2018年11月10日） ‐ 里山秀平 役
- NHKスペシャル さよなら、アルマ〜赤紙をもらった犬〜（2010年12月18日、NHK総合） - 主演・朝比奈太一 役
- リバウンド（2011年4月 - 6月、日本テレビ） - 風見研作 役
- 金曜プレステージ特別企画 刑事・鳴沢了2〜偽りの聖母〜（2011年5月20日、フジテレビ） - 大西海 役
- 家政婦のミタ（2011年10日 - 12月、日本テレビ） - 大場 役 ※友情出演
- 連続ドラマW 分身（2012年2月 - 3月、WOWOW） - 滝沢裕介 役
- コドモ警察（2012年4月 - 6月、MBS） - 国光信 役
  - コドモ警視 第1話 - 第2話（2013年1月22日 - 29日、MBS） - 国光信 役
- 金曜プレステージ特別企画 女秘匿捜査官 原麻希 アゲハ（2012年7月13日、フジテレビ） - 原健太 役
- 勇者ヨシヒコと悪霊の鍵 第9話（2012年12月7日、テレビ東京） - オオカミ男 役 ※友情出演
- SUMMER NUDE（2013年7月 - 9月、フジテレビ） - 矢井野孝至 役
- 連続テレビ小説 あまちゃん（2013年8月27日、NHK総合） - TOSHIYA（前髪クネ男） 役
- 撃墜 3人のパイロット〜命を奪い合った若者たち〜（2014年8月9日・16日、NHK総合） - 武藤金義 役
- 東京にオリンピックを呼んだ男（2014年10月11日、フジテレビ） - 橋爪四郎 役
- 素敵な選TAXI 第4話（2014年11月4日、関西テレビ） - 朝倉陽平 役
- ヤメゴク〜ヤクザやめて頂きます〜（2015年4月 - 6月、TBS） - 佐野直道 役
- ど根性ガエル（2015年7月 - 9月、日本テレビ） - 五郎 役
- おかしの家（2015年10月 - 12月、TBS） - 三枝弘樹 役
- 桜坂近辺物語 第2夜「近辺2」（2016年3月8日、フジテレビ） - 白川 役[26][27]
- 奇跡の人（2016年4月 - 6月、NHK BSプレミアム） - 馬場三太 役
- "くたばれ"坊っちゃん（2016年6月22日、NHK BSプレミアム） - 主演・矢崎純平 役 [28][29]
- 戦艦武蔵（2016年8月6日、NHK BSプレミアム） - 篠原徹 役[30]
- レンタル救世主（2016年10月 - 12月、日本テレビ） - 紀伊ロイ 役[31]
- 絆〜走れ奇跡の子馬〜（2017年3月23日・24日、NHK総合） - 田島夏雄 役
- 1942年のプレイボール（2017年8月12日、NHK総合） - 野口明 役
- 巨悪は眠らせない 特捜検事の標的（2017年10月4日、テレビ東京） - 神林裕太 役[32]
- BG〜身辺警護人〜 第1話、最終話（2018年1月18日・3月15日、テレビ朝日） - 犬飼悟 役
- 我が家の問題 第3回「初めての里帰りに悩む妻」（2018年2月18日、NHK BSプレミアム） ‐ 岸本幸一 役
- ヒモメン（2018年7月28日 - 9月8日、テレビ朝日） - 池目亮介 役[33]
- 新春3夜連続ドラマ 破天荒フェニックス（2020年1月3日 - 5日、テレビ朝日） - 主演・田村雄司 役[34]
- アメリカに負けなかった男〜バカヤロー総理 吉田茂〜（2020年2月24日、テレビ東京） - 宮澤喜一 役[35]
- 人生最高の贈りもの（2021年1月4日、テレビ東京） - 野村 役
- ネメシス（2021年4月11日 - 6月13日、日本テレビ） - 千曲鷹弘 役[36]
- 志村けんとドリフの大爆笑物語（2021年12月27日、フジテレビ） - 加藤茶 役[37]
- ドクターホワイト 第2話 - 最終話（2022年1月24日 - 3月21日、関西テレビ） - 夏樹拓実 役[38][39]
  - ドクターホワイト 特別編（2022年3月28日、関西テレビ）[40]
- となりのチカラ（2022年1月20日 - 3月31日、テレビ朝日） - 本間奏人 役
- 全っっっっっ然知らない街を歩いてみたものの Season2（2022年3月7日 - 4月11日、フジテレビ） - ハラダ 役[41]
- 生ドラ!東京は24時（2022年3月31日、フジテレビ） - 主演・飯島 役[42]
- 忍者に結婚は難しい（2023年1月5日 - 3月16日、フジテレビ） - 音無祐樹 役[43]
- 激突!合戦将棋「姉川の戦い」（2023年12月15日、NHK大津 / 12月31日、NHK Eテレ） - 織田信長 役
- 終りに見た街（2024年9月21日、テレビ朝日） - 寺本真臣 役[44]

### ウェブドラマ
- 77部署合体ロボダイキギョー ドラマ・伝え方が9割（2017年11月29日（全10話）、Amazon Prime Video） - 主演・城戸泉司 役[45]
- 東京BTH〜TOKYO BLOOD TYPE HOUSE〜（2018年12月7日（全10話）、Amazon Prime Video） - 主演・リョウ 役（稲垣吾郎、要潤とのトリプル主演）[46]
- 深夜食堂 -Tokyo Stories Season2-「カレーラーメン」（2019年10月31日、Netflix） - 樺山 役[47]
- 飛鳥クリニックは今日も雨（2025年4月17日、Lemino） - 純ちゃん 役[48]
- 笑ゥせぇるすまん #11「ホワイト上司」（2025年8月1日、Amazon Prime Video） - 白川かぶる 役[49][50]

### 舞台
- シブヤから遠く離れて（2004年3月、作：岩松了、演出：蜷川幸雄、Bunkamuraシアターコクーン ） - ケンイチ 役
- KITCHEN キッチン（2005年） - ハンス 役
- 父帰る / 屋上の狂人（2006年） - 新二郎 / 末次郎 役
- 犬顔家の一族の陰謀〜金田真一耕助之介の事件です。ノート（2007年） - 野見山玉男 役
- カリギュラ（2007年） - シピオン 役
- いのうえ歌舞伎 壊・Punk 蜉蝣峠（2009年、劇団☆新感線） - 銀之助 役
- ムサシ（2010年、演出：蜷川幸雄） - 佐々木小次郎 役
- いのうえ歌舞伎 髑髏城の七人（ワカドクロ）（2011年、劇団☆新感線） - 兵庫 役
- 騒音歌舞伎（ロックミュージカル）ボクの四谷怪談（2012年9月 - 10月、脚本・作詞：橋本治、演出：蜷川幸雄、Bunkamuraシアターコクーン） - 直助権兵衛 役
- 高校中パニック!小激突!!（2013年11月 - 12月、作・演出：宮藤官九郎、PARCO劇場）
- 小指の思い出（2014年9月、作：野田秀樹、演出：藤田貴大、東京芸術劇場）
- ゲルニカ（2020年9月、作：長田育恵、演出：栗山民也）
- M&Oplaysプロデュース「いのち知らず」（作・演出：岩松了、2021年10月22日 - 11月14日東京公演・本多劇場、11月18日宮城公演、20日 - 21日大阪公演、 23日島根公演、 25日山口公演、28日熊本公演、30日広島公演、12月4日 - 5日愛知公演） - 主演・ロク 役（仲野太賀とW主演）[51]
- 世界は笑う（2022年8月7日 - 28日、Bunkamura シアターコクーン / 9月3日 - 6日、京都劇場、作・演出：ケラリーノ・サンドロヴィッチ）[52]
- 夜叉ヶ池（2023年5月、演出：森新太郎、振付：森山開次、PARCO劇場） - 主演・萩原晃 役[53]
- ブロードウェイミュージカル ビートルジュース（2023年8月4日 - 27日、新橋演舞場 / 9月2日 - 8日、御園座 / 9月13日 - 27日、大阪松竹座、演出：福田雄一） - アダム 役[54]
- ハザカイキ（2024年3月31日 - 4月22日、THEATER MILANO-Z / 4月27日 - 5月6日、森ノ宮ピロティホール、演出：三浦大輔）[55]
- 主婦 米田時江の免疫力がアップするコント6本（2024年11月 - 12月、下北沢ザ・スズナリ / 松下IMPホール、演出：宮藤官九郎）[56]
- ビートルジュース（2025年5月、日生劇場 / 6月、大阪新歌舞伎座、演出：福田雄一） - アダム 役[57]
- M&Oplaysプロデュース「私を探さないで」（作・演出：岩松了、2025年10月11日 - 11月3日〈予定〉、本多劇場 他） - 古賀アキオ 役[58][59]

### TV番組
- ドキュメント72時間（2016年9月30日 - 現在、NHK）- ナレーション[注釈 1]
- ドリフに大挑戦スペシャル（フジテレビ）- 加藤茶 役
  - 第2回（2022年5月8日）
  - 第3回（2023年1月1日）
- 突然ですが占ってもいいですか？（2022年1月、フジテレビ）[60]
- 発見!タカトシランド（北海道文化放送）
  - 「南郷7丁目エリアでイイとこ探し!」（2023年1月27日）
  - 「白石区環状通エリアでイイとこ探し!」（2023年2月3日）
- 今夜はナゾトレ（2023年7月11日 - 9月26日、フジテレビ） - シーズンレギュラー[61]

### ラジオ
- 渋谷×文化ラジオ（2017年10月3日 - 2018年3月29日、文化放送） - 金曜パーソナリティ

### CM
- 大塚製薬
  - 「ポカリスエット」（2000年） - 同事務所である鈴木杏との共演
  - 「リポビタンD」（2023年） - 木村拓哉、工藤阿須加との共演[62]
- NTTドコモ北海道 「NTTドコモ 夏のフェア」（2002年）
- サントリー 「なっちゃん」（2003年）
- ネスレ 「キットカット」（2007年 - ） - 同事務所である北乃きいとの共演
- トヨタ 「トヨタ・アリオン」（2007年）
- KIRIN
  - 「麒麟淡麗〈生〉」（2009年）
  - 「キリン一番搾り生ビール」（2024年） - 中村倫也との共演[63]
- スクウェア・エニックス 「ドラゴンクエストVII エデンの戦士たち」（2013年） - ナレーション
- サンスター 「Doクリア」（2013年） - 「ハブラシくん」の声
- プロミス（NEW UNIT “PROMISE”デビュー・プロジェクト、2014年）
- NTTドコモ 新料金「U25」篇（2014年）
- フェイスブック あなたはだれかの友だち篇（2014年） - ナレーション
- レオパレス21 恋するレオパレスシリーズ」（2016年）

### ミュージックビデオ
- KOKIA「愛のメロディー」
- 大山百合香「さよなら」

### ゲーム
- ドラッグオンドラグーン2 封印の紅、背徳の黒（2005年6月16日） - 主演・ノウェ 役
- SDガンダム GGENERATION OVER WORLD（2012年9月27日） - デカルト・シャーマン 役
- SDガンダム GGENERATION CROSSRAYS（2019年11月28日）- デカルト・シャーマン 役

### テレビアニメ
- The World of GOLDEN EGGS（2006年） - ライアンJr 役
- UN-GO（2011年） - 主演・結城新十郎 役

### 劇場アニメ
- 銀色の髪のアギト（2006年） - 主演・アギト 役[64]
- 劇場版 機動戦士ガンダム00 -A wakening of the Trailblazer-（2010年） - デカルト・シャーマン 役[65]
- UN-GO episode:0 因果論（2011年） - 主演・結城新十郎 役
- 花とアリス殺人事件（2015年） - 湯田光太郎 役

### 吹き替え
- パワーレンジャー（2017年） - 主演・ジェイソン・リー・スコット / レッドレンジャー（デイカー・モンゴメリー） 役[66]

## ディスコグラフィ

### シングル
勝 勝次郎 名義
- お風呂はぬるめの勝次郎（2015年7月15日、キューンミュージック）

### 配信限定シングル
涼 the graduater 名義
- ドラゴン気取りのティーンネイジ・ブルース（2014年3月26日配信開始） ※「お風呂はぬるめの勝次郎」のカップリングに収録[14]。

## 受賞歴
- 第29回日本アカデミー賞・新人俳優賞（2005年） - 『亡国のイージス』
- ゆうばり国際ファンタスティック映画祭2016・ニューウェーブアワード・俳優部門（2016年）[67]